# Фудбал на Летњим олимпијским играма 2016.
Фудбалска такмичења на Љетним олимпијским играма 2016. одржаће се од 3. до 20. августа 2016. године.
Осим олимпијког града Рио де Женеира, утакмице ће се такође играти и у Бело Оризонтеу, Бразилији, Салвадору, Сао Паулу и Манаусу. Свих 6 градова су такође били и домаћини Свјетског првенства 2014.
У мушкој конкуренцији учествоваће играчи до 23. године, с тим што свака репрезентација има право на 3 играча старија од ограничене доби. Женска конкуренција нема ограничења.

## Календар такмичења
| ГФ | Групна фаза | ¼ | Четвртфинала | ½ | Полуфинала | Б | Утакмица за бронзану медаљу | Ф | Финале |

| Турнир↓/Датум → | 03.08. | 04.08. | 05.08. | 06.07. | 07.08. | 08.08. | 09.08. | 10.08. | 11.08. | 12.08. | 13.08. | 14.08. | 15.08. | 16.08. | 17.08. | 18.08. | 19.08. | 19.08. | 20.08. | 20.08. |
| --------------- | ------ | ------ | ------ | ------ | ------ | ------ | ------ | ------ | ------ | ------ | ------ | ------ | ------ | ------ | ------ | ------ | ------ | ------ | ------ | ------ |
| Мушкарци        |        | ГФ     |        |        | ГФ     |        |        | ГФ     |        |        | ¼      |        |        |        | ½      |        |        |        | Б      | Ф      |
| Жене            | ГФ     |        |        | ГФ     |        |        | ГФ     |        |        | ¼      |        |        |        | ½      |        |        | Б      | Ф      |        |        |

## Стадиони
Осим олимпијског града Рио Де Женеира, утакмице ће се такође играти и у Бело Оризонтеу, Бразилији, Салвадору, Сао Паулу и Манаусу. Коначна мјеста одржавања турнира донесена су 16. марта 2015. године.
|                                                               | Бразилија                                                        | Сао Пауло                                                      |
| Стадион Мане Гаринча                                          | Арена Коринтијанс                                                |                                                                |
| 15° 47′ 0.6″ S 47° 53′ 56.99″ W / 15.783500° Ј; 47.8991639° З | 23° 32′ 43.91″ S 46° 28′ 24.14″ W / 23.5455306° Ј; 46.4733722° З |                                                                |
| Капацитет: 69,349                                             | Капацитет: 48,234                                                |                                                                |
|                                                               |                                                                  |                                                                |
| Бело Оризонте                                                 | Бело ОризонтеБразилијаСао ПаулоРио Де ЖенеироСалвадорМанаус      | Бело ОризонтеБразилијаСао ПаулоРио Де ЖенеироСалвадорМанаус    |
| Минеирао                                                      | Бело ОризонтеБразилијаСао ПаулоРио Де ЖенеироСалвадорМанаус      | Бело ОризонтеБразилијаСао ПаулоРио Де ЖенеироСалвадорМанаус    |
| 19° 51′ 57″ S 43° 58′ 15″ W / 19.86583° Ј; 43.97083° З        | Бело ОризонтеБразилијаСао ПаулоРио Де ЖенеироСалвадорМанаус      | Бело ОризонтеБразилијаСао ПаулоРио Де ЖенеироСалвадорМанаус    |
| Капацитет: 58,170                                             | Бело ОризонтеБразилијаСао ПаулоРио Де ЖенеироСалвадорМанаус      | Бело ОризонтеБразилијаСао ПаулоРио Де ЖенеироСалвадорМанаус    |
|                                                               | Бело ОризонтеБразилијаСао ПаулоРио Де ЖенеироСалвадорМанаус      | Бело ОризонтеБразилијаСао ПаулоРио Де ЖенеироСалвадорМанаус    |
| Салвадор                                                      | Бело ОризонтеБразилијаСао ПаулоРио Де ЖенеироСалвадорМанаус      | Бело ОризонтеБразилијаСао ПаулоРио Де ЖенеироСалвадорМанаус    |
| Фонте Нова                                                    | Бело ОризонтеБразилијаСао ПаулоРио Де ЖенеироСалвадорМанаус      | Бело ОризонтеБразилијаСао ПаулоРио Де ЖенеироСалвадорМанаус    |
| 12° 58′ 43″ S 38° 30′ 15″ W / 12.97861° Ј; 38.50417° З        | Бело ОризонтеБразилијаСао ПаулоРио Де ЖенеироСалвадорМанаус      | Бело ОризонтеБразилијаСао ПаулоРио Де ЖенеироСалвадорМанаус    |
| Капацитет: 51,900                                             | Бело ОризонтеБразилијаСао ПаулоРио Де ЖенеироСалвадорМанаус      | Бело ОризонтеБразилијаСао ПаулоРио Де ЖенеироСалвадорМанаус    |
|                                                               | Бело ОризонтеБразилијаСао ПаулоРио Де ЖенеироСалвадорМанаус      | Бело ОризонтеБразилијаСао ПаулоРио Де ЖенеироСалвадорМанаус    |
| Манаус                                                        | Рио Де Женеиро                                                   | Рио Де Женеиро                                                 |
| Арена Амазонија                                               | Стадион Олмпико Хао Хавеланге                                    | Маракана                                                       |
| 3° 4′ 59″ S 60° 1′ 41″ W / 3.08306° Ј; 60.02806° З            | 22° 53′ 35.42″ S 43° 17′ 32.17″ W / 22.8931722° Ј; 43.2922694° З | 22° 54′ 43.8″ S 43° 13′ 48.59″ W / 22.912167° Ј; 43.2301639° З |
| Капацитет: 40,549                                             | Капацитет: 60,000                                                | Капацитет: 74,738                                              |
|                                                               |                                                                  |                                                                |

## Квалификације

### Мушке квалификације
Осим домаћина Бразила, још 15 репрезентација ће се моћи квалификовати из свих конфедерација. 
| Мушке квалификације                          | Датум                             | Мјесто               | Број мјеста | Квалификован |
| -------------------------------------------- | --------------------------------- | -------------------- | ----------- | ------------ |
| Домаћин                                      | 2. октобар 2009.                  | Данска               | 1           | Бразил       |
| Азијско првенство до 23. године 2015.        | 12 — 30. јануара 2016.            | Катар                | 3           | Ирак         |
| Азијско првенство до 23. године 2015.        | 12 — 30. јануара 2016.            | Катар                | 3           | Јапан        |
| Азијско првенство до 23. године 2015.        | 12 — 30. јануара 2016.            | Катар                | 3           | Јужна Кореја |
| Афричко првенство до 23. године 2015.        | 28. новембра — 12. децембра 2016. | Сенегал              | 3           | Алжир        |
| Афричко првенство до 23. године 2015.        | 28. новембра — 12. децембра 2016. | Сенегал              | 3           | Нигерија     |
| Афричко првенство до 23. године 2015.        | 28. новембра — 12. децембра 2016. | Сенегал              | 3           | Јужна Африка |
| КОНКАКАФ мушки квалификациони турнир 2015.   | 1 — 13. октобра 2015.             | САД                  | 2           | Хондурас     |
| КОНКАКАФ мушки квалификациони турнир 2015.   | 1 — 13. октобра 2015.             | САД                  | 2           | Мексико      |
| Јужноамеричко првенство до 20. година 2015.. | 14. јануара — 7. фебруара 2015    | Уругвај              | 1           | Аргентина    |
| Пацифичке игре 2015. Приступљено 6.10.2015.  | 3 — 17. јула 2015.                | Папуа Нова Гвинеја   | 1           | Фиџи2        |
| Европско првенство до 21. годину 2015.       | 17 — 30. јуна 2015.               | Чешка                | 4           | Данска       |
| Европско првенство до 21. годину 2015.       | 17 — 30. јуна 2015.               | Чешка                | 4           | Немачка      |
| Европско првенство до 21. годину 2015.       | 17 — 30. јуна 2015.               | Чешка                | 4           | Португалија  |
| Европско првенство до 21. годину 2015.       | 17 — 30. јуна 2015.               | Чешка                | 4           | Шведска      |
| КОНКАКАФ - КОНМЕБОЛ плеј-оф                  | 21 — 29. марта 2016.              | код куће и у гостима | 1           | Колумбија    |
| Укупно                                       |                                   |                      | 16          |              |

### Женске квалификације
Осим домаћина Бразила, још 11 репрезентација ће се моћи квалификовати из свих конфедерација.
| Женске квалификације                               | Датум                         | Мјесто                         | Број мјеста | Квалификован |  |
| -------------------------------------------------- | ----------------------------- | ------------------------------ | ----------- | ------------ |  |
| Host country                                       | 2. октобар 2009.              | Данска                         | 1           | Бразил       |  |
| Азијски квалификациони турнир                      | 29. фебруара — 9. марта 2016. | Јапан                          | 2           |              |  |
| Азијски квалификациони турнир                      | 29. фебруара — 9. марта 2016. | Јапан                          | 2           |              |  |
| Афрички квалификациони турнир                      | 2 — 18. октобра 2015.         | Разно (код куће и у гостима)   | 2           |              |  |
| Афрички квалификациони турнир                      | 2 — 18. октобра 2015.         | Разно (код куће и у гостима)   | 2           |              |  |
| КОНКАКАФ олимпијско квалификационо првенство 2016. | 10 — 21. фебруара 2016.       | САД                            | 2           |              |  |
| КОНКАКАФ олимпијско квалификационо првенство 2016. | 10 — 21. фебруара 2016.       | САД                            | 2           |              |  |
| Јужноамеричко првенство 2014.                      | 11 — 28. септембра 2014.      | Еквадор                        | 1           | Колумбија    |  |
| Океански квалификациони турнир                     | октобар 2015.                 | Нови Зеланд Папуа Нова Гвинеја | 1           |              |  |
| Свјетско првенство 2015. (За УЕФА екипе)           | 6. јуна — 5. јула 2015.       | Канада                         | 3           | Француска    |  |
| Свјетско првенство 2015. (За УЕФА екипе)           | 6. јуна — 5. јула 2015.       | Канада                         | 3           | Немачка      |  |
| Европски квалификациони турнир                     | 2 — 9. март 2016.             | Холандија                      | 3           |              |  |
| Укупно                                             |                               |                                | 12          |              |  |

## Освајачи медаља
| Дисциплине | Злато | Сребро | Бронза |  |  |  |
|            |       |        |        |  |  |  |
| Мушкарци   |       |        |        |  |  |  |
| Жене       |       |        |        |  |  |  |